# خليفة الخليفي
سلطان خليفة الخليفي هو مدون قطري وناشط في مجال حقوق الإنسان والأمين العام السابق للمنظمة السويسرية القائمة على الكرامة. اعتُقلَ الخليفي اعتقل في قطر في شهر آذار/مارس 2011 وسُجنَ هناك لمدة شهر دون تهمة. سواء قبل أو بعد اعتقاله؛ اتهمته الدولة القطرية بربطِ صلات وثيقة مع منظمات إرهابية.

## الآراء
بين أوائل عام 2009 و2010؛ كان يكتب الخليفي باستمرار في مدونته عن آرائه ووجهات نظره السياسية. في نيسان/أبريل 2009؛ نشرَ الخليفي مقالا موجهًا لأمير قطر وشعبها. انتقدَ الخليفي في ما بعد الحكومة القطرية واتهمها بالتسبب في استشراء العلمانية داخل هذا البلد المسلم كما انتقدها بخصوص سنّها لقوانين حول استهلاك الكحول والحانات والمراقص ثم حمّل الحكومة مسؤولية انتشار البغاء. أطلقَ الخليفي على الحكومة لقبَ «غير الإسلاموية» وذلك لأنها لم تعتمد على النصوص الواردة في القرآن في سنّ قوانينها وتشريعاتها. انتقدَ الخليفي كذلك سياسات حكومة دولة قطر بشأن إسرائيل حيثُ اعترضَ على زيارة السياسي الإسرائيلي شمعون بيريز إلى الدوحة واقترح على حكومة دولة قطر قطع الاتصالات الدبلوماسية مع إسرائيل. اعترض الخليفي كذلك على نقطة أخرى وهي وجود القوات العسكرية الأمريكية على الأراضي القطرية كما انتقد الدور الذي تلعبهُ قطر في العراق وأفغانستان. ذكر سلطان في باقي مقالاته أنهُ يُحب سيد قطب ويعشقُ كتابه معالم في الطريق كما أنّهُ يؤيد تلك المعالم التي تقوم على التيار القطبي مناصفة معَ الأيديولوجية الإسلامية.

## النشاط في مجال حقوق الإنسان
حتى عام 2010؛ تبوّء الخليفي منصب الأمين العام لمنظمة الكرامة في سويسرا وهي منظمة غير حكومية تعنى بالدّفاع عن حقوق الإنسان في كل البلدان. غادر سلطان الكرامة بحلول عام 2010 وعملَ على تأسيس منظمة جديدة للدفاع عن حقوق الإنسان. في أوائل عام 2013؛ ذكرت جريدة أخبار الدوحة أن الخليفي كان يعمل مجموعة حقوق إنسان مُسجلة في جنيف؛ وكان يهتم بحالات الاعتقال والاحتجاز في قطر، وغالبًا ما كان يكتب عن مثل هذه الحالات في مدونته الشخصية.

## الاعتقال
اعتُقلَ الخليفي في الأول من آذار/مارس 2011 في حوالي الساعة التاسعة مساء في محلّ إقامته في الدوحة من قبل ضباط أمن الدولة. فتّشَ وكلاء منزله وسيارته لمدة ساعتين. حينَها ذكرت منظمة الكرامة -التي لم يعد يعمل لصالحها- أن الشرطة قد داهمت مقر سلطان بسببِ طلبٍ من المدعي العام ولكنها كانت غير قادرة على إنتاج إذن قضائي. أبدت منظمة الكرامة قلقها إزاء اعتقال الخليفي الذي ينشطُ في مجال حقوق الإنسان. تواصل اعتقال سلطان لمدة شهر بأكمله وقد خلّف هذا ردود فعل قويّة خاصة أن قطر تُعتبر دولة رائدة في مجال الحقوق والحريات مُقارنة بباقي الدول العربية. في السياق ذاته أصدرت منظمة العفو الدولية بيانًا رسميًا عبرت فيه عن قلقلها من احتمال تعرض سلطان للتعذيب أو غيره من ضروب سوء المعاملة.

## اتهامه بدعم التطرف

### منظمة الكرامة
تعقّدت وضعية سلطان بعدما صنّفت وزارة الخزانة الأمريكية اثنين من الأعضاء المؤسسين لمنظمة الكرامة وهما عبد الرحمن النعيمي وعبد الوهاب الحميقاني على لوائح الإرهاب. زعمت الوزارة ذاتها أن منظمة الكرامة تعملُ على تمويل الجماعات الإسلامية التي تقاتل من أجل الإطاحة بالرئيس بشار الأسد في سوريا. في المنحى ذاته؛ حاولَ رئيس الكرامة محمد ربان الإجابة عن كل الاستفسارات للتأكيد على أنّ المنظمة حقوقية. جدير بالذكر أن محمد هو عضو في اللجنة العالمية لمقاومة العدوان والتي يتزعمها الشيخ سفر بن عبد الرحمن حولي الذي اتُهم من قبل بعقد صلات مع أسامة بن لادن زعيم تنظيم القاعدة. تواصلت الأمور بعدما اتُهمت الحملة العالمية لمقاومة العدوان هي الأخرى باستضافة أعضاء من حركة حماس. في السياق ذاته؛ ذكر الخليفي المُعتقَل أنه لم يرتكب أي خطأ وإنّما قد اتصلَ بالمنظمة للاستفسار عن الاحتجاز التعسفي لكل من عبد الله غانم محفوظ مسلم جوار وسالم حسن خليفة راشد الكواري. يُشار هنا إلى وزارة الخِزانة الأمريكية قد صنّفت عبد الله غانم وحسن خليفة على قوائم الإرهاب بعدما اعتبرتهما عضوان في شكبة تنظيم القاعدة. وفقا لوزارة الخزانة؛ فإنّ جوار يعملُ على تسليم المال، الرسائل وغيرها من وسائل الدعم المادي لعناصر من تنظيم القاعدة في إيران كما يعمل على تسهيل سفر أعضاء إلى أفغانستان من أجل الجهاد. أمّا الكواري فقد أُدرجَ من قبل وزارة الخزانة كعضو في نفس الشبكة وذلك بعدما زعمت أنهُ قدم مئات الآلاف من الدولارات من الدعم المالي لتنظيم القاعدة كما موّل عملياتها هذا فضلا عن تسهيله لسفر المجندين المتطرفين نيابة عن إيران.

### الرسالة إلى السفارة الفرنسية
في 22 آذار/مارس 2013 تم إلقاء القبض على محمد عيسى بكر ومنصور بن راشد وهما في طريقهما لبعثِ رسالة تهديد إلى السفارة الفرنسية احتجاجًا على ما تفعله فرنسا في مالي. وفقًا لبعض الصحف القطرية فإنّ الرسالة قد طالبت منَ الحكومة الفرنسية وقف حملتها العسكرية في مالي أو ستتعرضُ فرنسا غضب الناس الذين يحبون الموت كما يحب مواطنيها الحياة. جاء في الرسالة كذلك اتهام مبطن للدولة الفرنسية بممارسة شتى أنواع التعذيب والقتل ضدّ المسلمين في مالي كما وُصفت سياساتها «بالإرهابية» و«العنصرية». في الوقت ذاته؛ ذكرَ الخليفي أن «الرسالة التي أرسلناها إلى السفارة الفرنسية لم تحمل أي تهديد. كانت مُجرد نصيحة.» على خلفية كل هذا؛ وُضعَ الرجال في الحبس الانفرادي من 23 إلى 27 مارس 2013 وأطلق سراحهم في 18 نيسان/أبريل 2013 بشرط حظر السفر.